# Huadian (maquillaje)

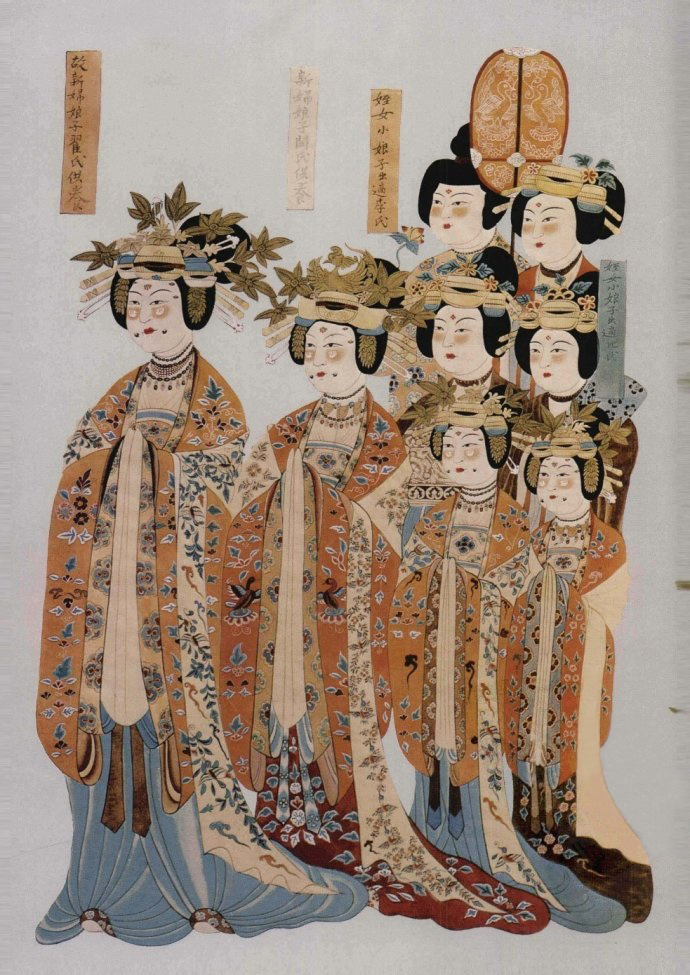
Damas budistas donantes, con huadian y el vestido y tocado de gala de la corte Tang, fresco en las Cuevas de Mogao.

Huadian, también conocido como huazi ('Pequeña flor'), mianhua, meizi, maquillaje de flor de ciruelo o maquillaje de ciruela (méihuāzhuāng o luòméizhuāng) o maquillaje Shouyang, fue una forma de maquillaje ornamental tradicional de las mujeres chinas, que se pintaba sobre el entrecejo y, a veces, en las mejillas, las sienes, y los hoyuelos. Según una leyenda tradicional, el huadian en forma floral se originó en el periodo de las Dinastías meridionales y septentrionales; con su creación atribuida a la princesa Shouyang, hija del emperador Wu de Liu Song (420 – 479 d. C.). Sin embargo, los orígenes del huadian se remontan a las dinastías Qin y Han antes que lo mencionado en las leyendas del folclore, e incluso en el período anterior a Qin con la costumbre surgiendo ya en el periodo de las Primaveras y otoños (c. 770 - 476 a. C.) y el periodo de los Reinos combatientes (c. 475 - 221 a. C.) basado en artefactos y estudios arqueológicos. Sus orígenes no tienen relación alguna con el diandan ('punto de cinabrio'), es decir, en chino baihao, que se encuentra en la parte media de la frente de las estatuas de Buda. El huadian alcanzó su apogeo entre las damas de las dinastías Tang y Song. La popularidad del huadian declinó en la dinastía Yuan hasta acabar desapareciendo, después de formar durante siglos parte integral de la cultura indumentaria femenina de la antigua China. En la actualidad, en fiestas y recreaciones, el huadian a menudo se combina con el uso del hanfu, la vestimenta tradicional de los chinos Han.

## Diseños y colores
Los huadian tenían varias formas y patrones diferentes, asociados a la feminidad, la belleza y la prosperidad, que incluyen flores, flores de ciruelo, mariposas, monedas, melocotones, pájaros, fénix y otros animales simbólicos. Por lo general, es de color rojo, pero también se puede encontrar en otros colores, como el verde y el dorado. Diferentes materiales como el cuidian (recortes de plumas verdes), pan de oro, pan de plata, papel, escamas de pescado, plumas, perlas, joyas, se podían usar alas de libélula.

### Ubicación de la aplicación
El huadian se aplica típicamente en la frente entre las cejas; a veces, se aplica en las mejillas, en las sienes, e incluso en los hoyuelos donde esta forma de maquillaje se conoce como mianye. Mianye se colocaba típicamente a alrededor de 1 cm de cada lado de los labios y eran de color rojo. Durante el período próspero de la dinastía Tang y el período de las Cinco Dinastías y los Diez Reinos, el mianye también se aplicaba a cada lado de la nariz.

## Historia
La costumbre de aplicar los primeros prototipos del huadian se remontan al período Pre-Qin; por ejemplo, las figurillas femeninas desenterradas de la tumba de Chu que datan del período de los Reinos Combatientes en Changsha, provincia de Hunan, tienen formas decorativas o patrones pintados en la cara, lo que demuestra que los prototipos del huadian ya existían mucho antes que lo relatado en leyendas populares.

### Dinastías del norte y del sur

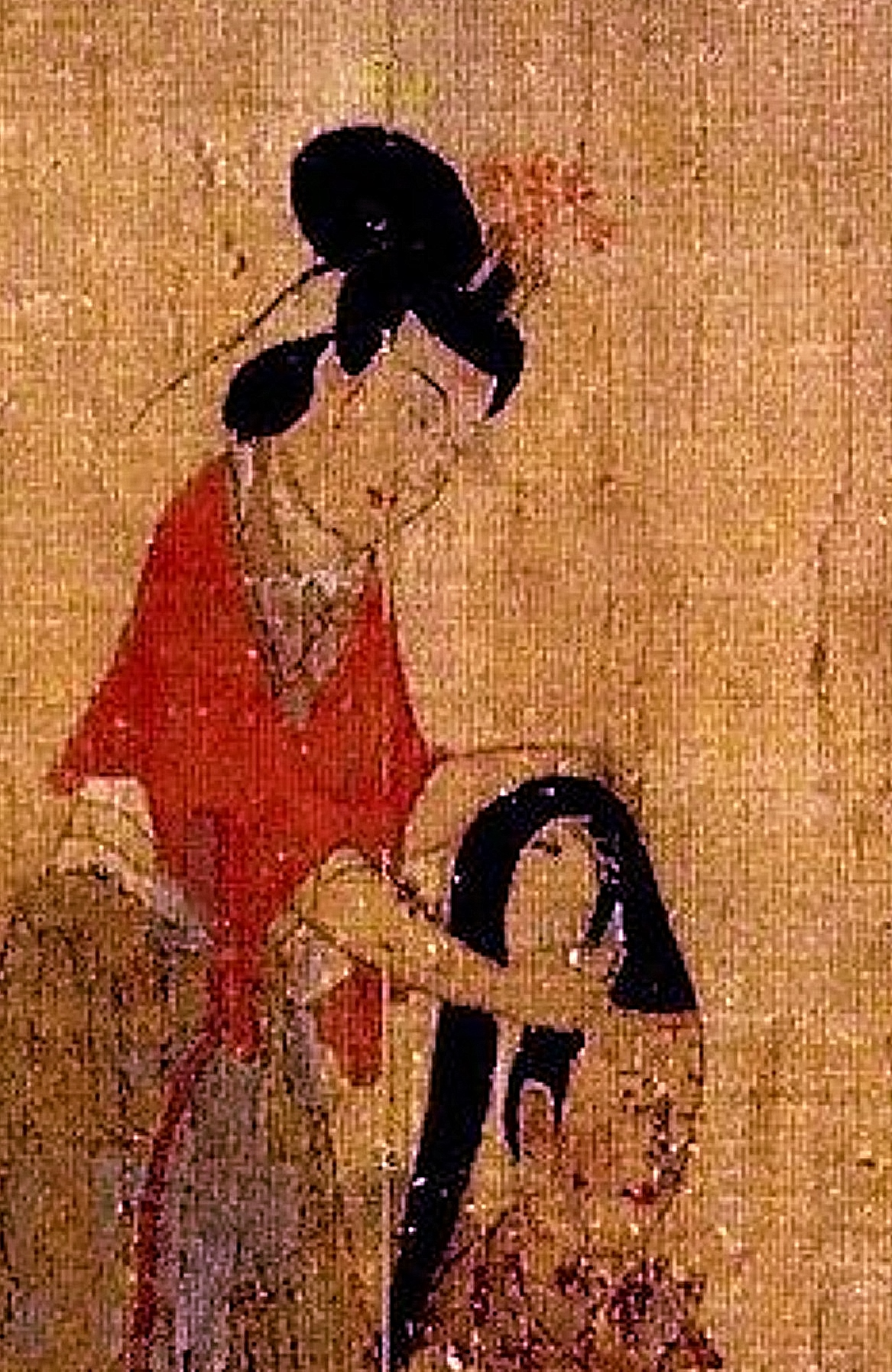
Mujeres con huadian pintado en la frente: dama siendo peinada en el rollo ilustrado Admoniciones de las Institutrices, atribuido a Gu Kaizhi.

Según una leyenda, el huadian de diseño floral se originó en el periodo de las Dinastías meridionales y septentrionales cuando la brisa estampó una flor de ciruelo en la frente de la princesa Shouyang (una hija de Song Wudi) cuando esta última estaba dando un paseo por el palacio a principios de primavera. La flor del ciruelo, por alguna razón, no se pudo quitar ni lavar; pero como le quedó hermoso a la princesa, se convirtió en tendencia de moda. 
Otra leyenda dice que la princesa Shouyang estaba durmiendo la siesta cuando una flor de ciruelo cayó sobre su frente (y mejillas) dejándole huellas; estas huellas permanecen durante tres días. El efecto de la impresión de la flor fue tan llamativo que creó una nueva moda cuando fue copiado por otras damas de palacio. Esta tendencia de la moda pronto se hizo popular en todo el país.

### Dinastía Tang y Cinco dinastías y período de los Diez Reinos
Según el Youyang zazu (酉阳杂俎), las mujeres de la dinastía Tang pintaban huazi en su rostro, imitando a Shangguan Wan'er. Según la leyenda popular china, el huadian de flor de ciruelo rojo se hizo popular en la dinastía Tang bajo la influencia de Shangguan Wan'er. Wu Zetian le arruinó la cara a Shangguan Wan'er con una cicatriz en la frente y, como resultado, se pintó una flor de ciruelo alrededor de la cicatriz y la tiñó de rojo inspirándose en el maquillaje de flor de ciruelo creado por la princesa Shouyang. La flor de ciruelo roja no solo cubrió su cicatriz, sino que también la hizo lucir más hermosa y encantadora, lo que a su vez hizo que el maquillaje fuera popular entre las damas del palacio y la gente común, convirtiéndolo en un maquillaje representativo de la dinastía Tang. Esto se conoció como Hongmei zhuang  ('Maquillaje de ciruela roja').
En la dinastía Tang, el huadian tanto podía pintarse como ser producto de la aplicación de diminutas piezas de metal, como láminas de oro o plata. Para la elaboración del huadian también se utilizaron entonces otros materiales como papel, escamas de pescado o alas de libélula. Durante este período, hubo más de 10 variaciones de flores de ciruelo que se utilizaron como adorno facial. Las decoraciones con forma de pájaro, serpiente y fénix también eran populares. 

Durante el período próspero de la dinastía Tang y el período de las Cinco Dinastías y los Diez Reinos, el mianye también se aplicaba en los pómulos a los dos lados de la nariz, y tenían forma de monedas, melocotones, pájaros y flores.

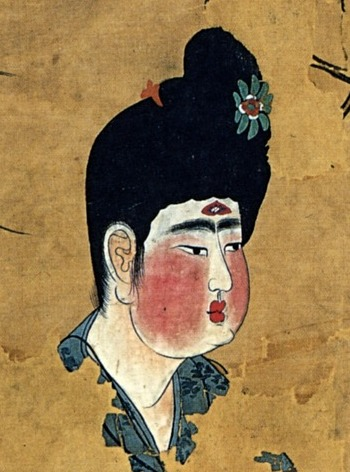
Cortesana con huadian en la frente con forma de mariposa, dinastía Tang.
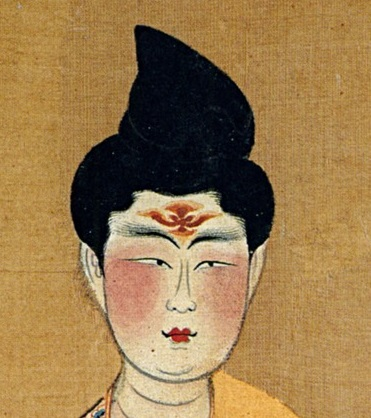
Una mujer de la dinastía Tang, con un fénix en la frente.
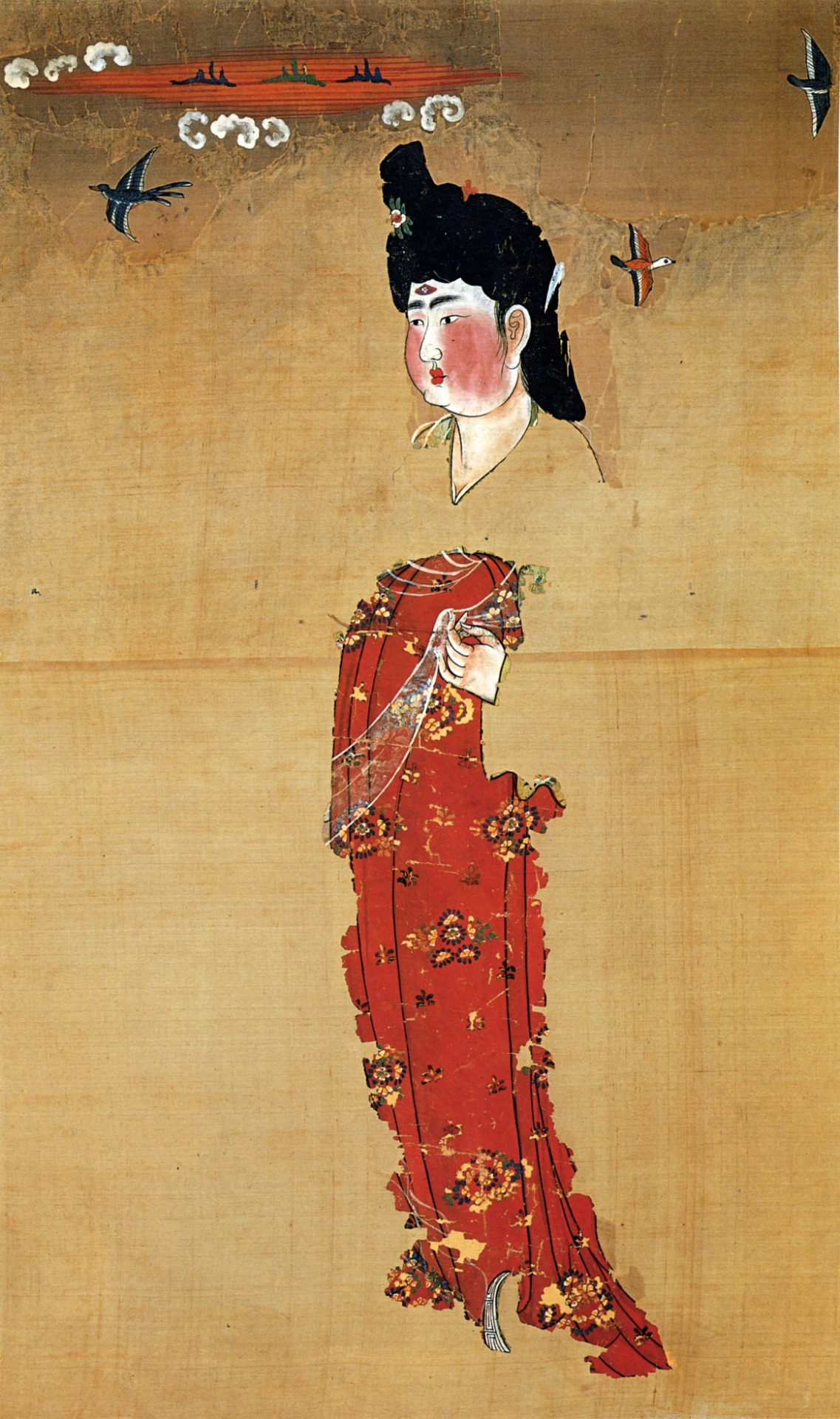
Una dama de la dinastía Tang.
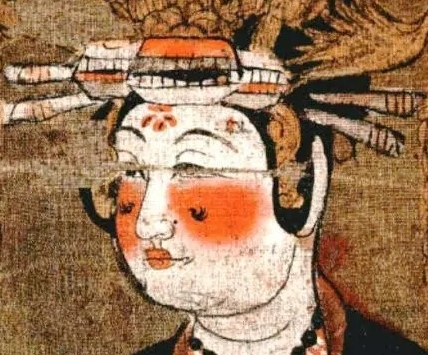
Mujer con huadian en la frente y sienes y mianye, período de las Cinco Dinastías .

### Dinastía Song
En la dinastía Song, se hizo popular el huadian adornado con perlas.

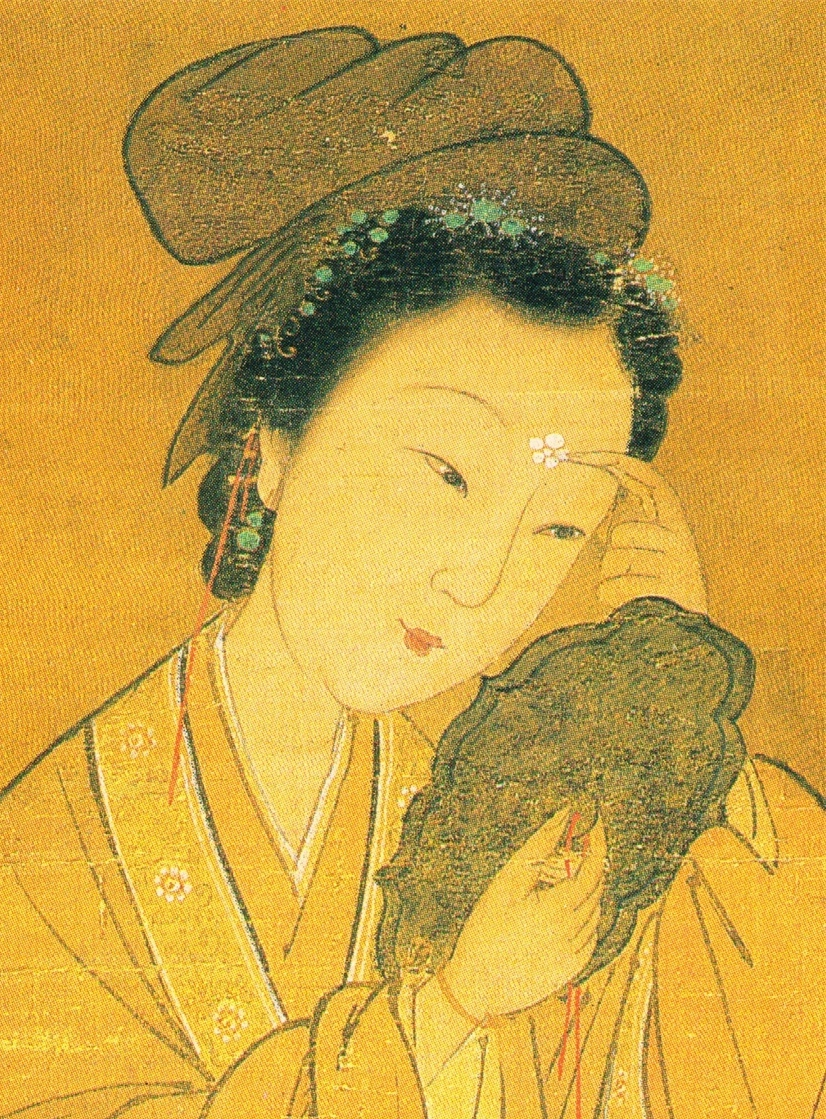
Mujer aplicando huadian en forma de flor.
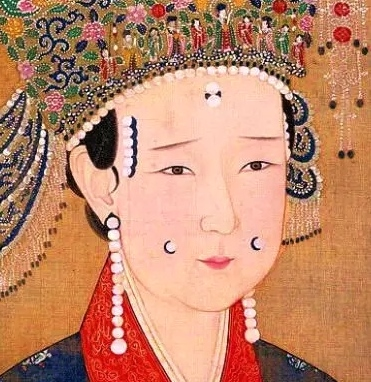
La emperatriz de la dinastía Song de Qinzong con un huadian con perlas.
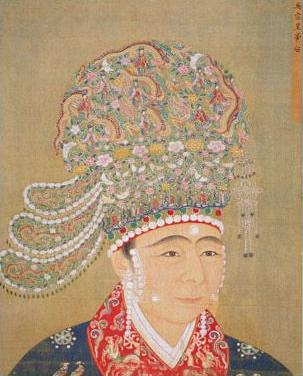
Emperatriz de Yingzong luciendo huadian con perlas.

## SigloXXI
En el siglo XXI, el huadian normalmente no aparece en el rostro de las mujeres como maquillaje diario. Sin embargo, el diseño de patrón tradicional todavía se usa en los diseños de accesorios de boda contemporáneos y grandes espectáculos. El huadian también se usa como una forma de maquillaje para las mujeres cuando usan hanfu. También se representa en muchos dramas televisivos chinos. Actualmente, el huadian puede pintarse o aplicarse en la cara en forma de calcomanías comercializadas.

## No debe confundirse con
- Bindi
- Tilaka
- Urna